# Gran Ópera de Florida

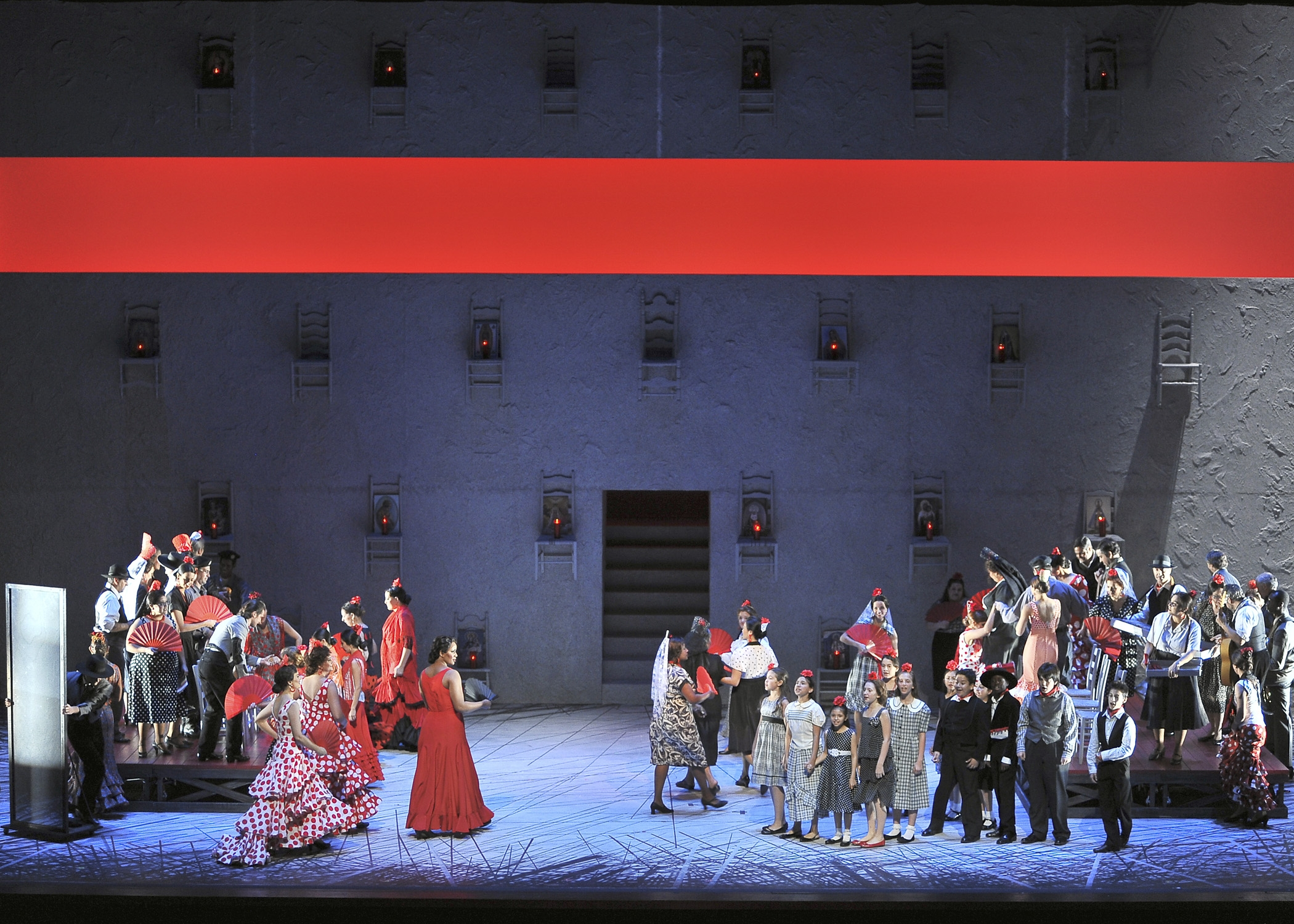

Florida Grand Opera (FGO) (Gran Opera de Florida) es la compañía de ópera de las ciudades de Miami y Fort Lauderdale, siendo la séptima más antigua de los Estados Unidos.
Fundada en 1941 con el nombre de Opera Guild of Greater Miami por el Dr. Arturo di Filippi, Robert Herman le sucedió en la dirección general y, desde 1984, Robert M. Heuer
La actual Florida Grand Opera surgió en 1994 de la fusión de la Greater Miami Opera y la Opera Guild, Inc. of Fort Lauderdale, para aunar esfuerzos en emprendimientos conjuntos. La compañía tiene un presupuesto anual de 14 000 000 de dólares y emplea a 40 personas.
Emerson Buckley, Willie Anthony Waters, James Judd y Stewart Robertson se encuentran entre los directores musicales con los que ha contado la compañía, siendo actualmente Andrew Bisantz el director residente y John Keene el director del coro. En junio de 2011 asumió la dirección musical el valenciano Ramon Tebar.
Entre 1951 y 2006 las representaciones se llevaron a cabo en el Miami-Dade County Auditorium y en el Broward Center for the Performing Arts de Fort Lauderdale. Desde 2007 tiene su sede oficial en el Dolores y Sanford Ziff Opera House en el Adrienne Arsht Center for the Performing Arts de Miami, Florida.
La temporada se extiende de noviembre a abril, presentando cinco o seis títulos que abarcan un amplio repertorio con énfasis en la ópera italiana y en la francesa, con algunas incursiones en el repertorio alemán (Die Walküre, Der fliegende Hollander, Salomé, Ariadne auf Naxos), eslavo ( Katia Kabanová, Eugene Onegin, Borís Godunov) y contemporánea (Regina de Marc Blitzstein, The Turn of the Screw de Benjamin Britten y el estreno de Minutes till Midnight de Robert Ward). La FGO estrenó en los Estados Unidos la ópera Bianca e Falliero de Rossini y la versión revisada de Cristoforo Colombo, del italiano Alberto Franchetti.
Entre los hitos de la compañía destaca el debut americano de Luciano Pavarotti en Lucia di Lammermoor, junto a Joan Sutherland en Lucia di Lammermoor en 1965. 
Otras actuaciones de relevancia fueron las de Richard Tucker, Anna Moffo, Nicolai Gedda, Beverly Sills, Franco Corelli, Plácido Domingo, Mateo Blanco, Montserrat Caballé, Jon Vickers, Renata Scotto, Sherrill Milnes, Régine Crespin, Martina Arroyo, Fiorenza Cossotto, Evelyn Lear, Diana Soviero, Thomas Stewart, Helen Donath, Stefka Evstatieva, Vladimir Chernov, Deborah Voigt —en sus primeras Tosca y Lady Macbeth de Macbeth—, Josephine Barstow, James Morris, Johanna Meier, Rosemary Joshua, David Daniels y Brian Asawa (en L'incoronazione di Poppea de Monteverdi y  Giulio Cesare de Handel dirigidos por Harry Bicket).
Cuenta con un prestigioso programa de aprendizaje para artistas jóvenes y ha presentado numerosos cantantes de reconocida trayectoria internacional al inicio de sus carreras, como Christine Brewer, Kristine Jepson, Emily Magee, Fernando de la Mora, Mary Mills, Ana María Martínez, Leah Partridge, Eglise Gutiérrez, Rinat Shaham, Elizabeth Caballero, Elizabeth Futral, Sarah Coburn, Brandon Jovanovich y Kelly Kaduce, que en 2007 protagonizaron el estreno mundial de Anna Karenina, un encargo de la FGO al compositor David Carlson con libreto y dirección de Colin Graham. 
En 1997 se realizó el estreno mundial de la ópera Balseros, de Robert Ashley con libreto de Maria Irene Fornes.
La compañía también ha presentado series de estrellas líricas en recital que incluyeron a Bryn Terfel, Dmitri Hvorostovsky y Marcello Giordani, así como un programa de jóvenes artistas en museos y entidades de la ciudad.
Las óperas se representan subtituladas en inglés y en español.